# Чемпионат Европы по академической гребле 1963 (женщины)

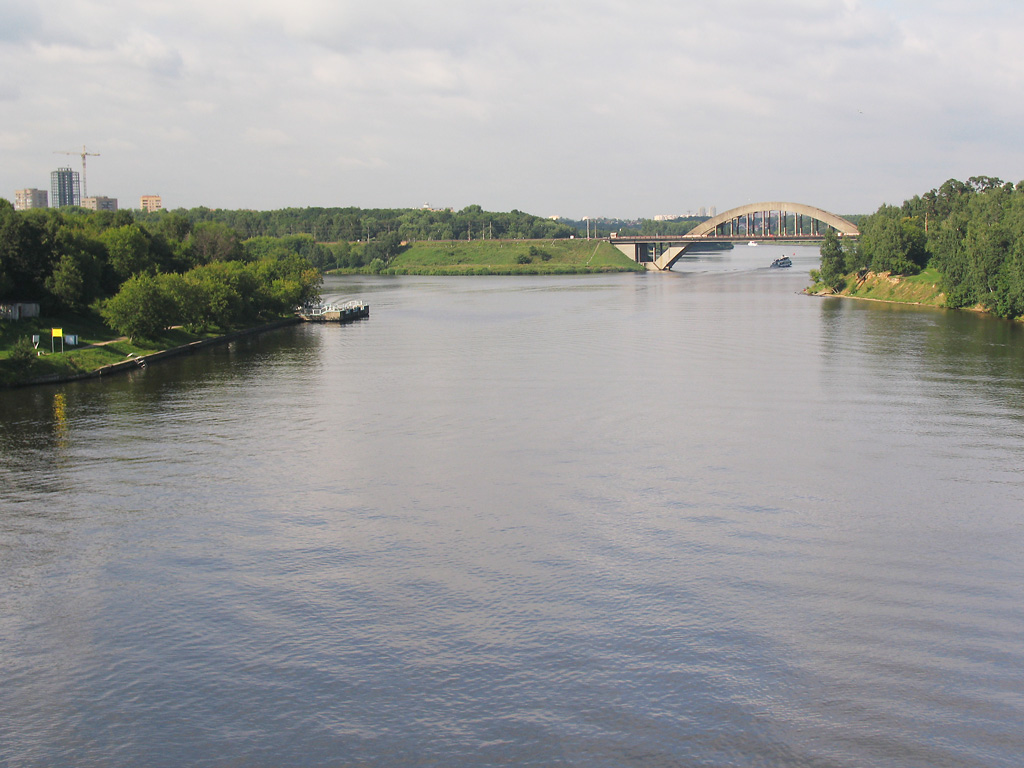
Химкинское водохранилище, на котором проходили соревнования.

Чемпионат Европы по академической гребле 1963 года среди женщин прошёл 6 по 8 сентября на Химкинском водохранилище в Москве (СССР). 33 экипажа из 10 стран разыграли награды в 5 дисциплинах на дистанции 1000 метров.
Соревнования среди мужчин состоялись месяцем ранее в датском Копенгагене.

## Немецкое участие
Международная федерация гребного спорта не признавала ГДР страной и настаивала на одном немецком экипаже в каждой дисциплине. В классе одиночек отборочные соревнования выиграла западногерманская спортсменка Карен Вольф, которая заняла в финале лишь пятое место. В остальных классах лодок отбор в состав Объединённой команды Германии прошли представительницы ГДР.

## Погодные условия
В день финала шёл дождь и дул сильный встречный ветер. Гребцы, находившиеся ближе к берегу, меньше пострадали от ветра. Больше всего пострадали одиночки, как самые маленькие лодки: действующая вице-чемпионка Европы из Великобритании Пенни Чатер дважды ударилась о буйки и заняла только четвёртое место, а защищавшая свой титул Алена Постлова из Чехословакии перевернулась.

## Медалисты
| Дисциплина | Золото | Золото  | Серебро | Серебро | Бронза | Бронза  |
| ---------- | --- | ------- | --- | ------- | --- | ------- |
| W1x        | СССР · Галина Константинова | 3:37,70 | Франция · Рене Камю | 3:40,11 | Венгрия · Эржебет Мозер | 3:42,19 |
| W2x        | СССР · Майя Пумпура · Дайна Мелленберга | 3:27,05 | ГДР · Ханнелоре Гёттлих · Кристиане Мюнцберг | 3:27.05 | Венгрия · Анна Домонкош · Мария Пекановиц | 3:36,25 |
| W4x+       | СССР · Айно Паюсалу · Зося Ракицкая · Нелли Чернова · Вера Алексеева · Тамара Иванова (р)                                                                                                | 3:21,15 | ГДР · Ренате Бёслер · Антье Тисс · Бригитте Поль · Моника Зоммер · Урсула Юрга (р)                                                                       | 3:21,80 | Венгрия · Мария Фекете · Йожефне Раско · Жужа Саппанош · Каталин Сендеи · Маргит Коморник (р)                                                                                  | 3:21,98 |
| W4+        | СССР · Нина Шаманова · Элла Сергеева · Валентина Терехова · Надежда Туберозова · Валентина Тимофеева (р)                                                                                 | 3:28,71 | Румыния · Юлиана Булуджою · Флорика Гюзеля · Эмилия Ригард · Ана Тамаш · Штефания Борисов (р)                                                            | 3:31,54 | Чехословакия · Марта Брожова · Соня Бауэрова · Яна Книрова · Юлия Суха · Карла Ксандрова (р)                                                                                   | 3:36,10 |
| W8+        | СССР · Алла Переворухова · Ирена Бачюлите · София Коркутите · Леокадия Семашко · Алдона Маргените · Рита Тамашаускайте · Станислава Бубулите · Геновайте Стригайте · Нина Грищенкова (р) | 3:12,75 | ГДР · Барбара Мюллер · Хельга Аммон · Бригитте Амм · Ингрид Граф · Хильде Амеланг · Уте Габлер · Бригитте Ринтиш · Марианне Мевес · Эльфриде Боэтьюс (р) | 3:16,49 | Румыния · Вьорика Молдован · Екатерина Транчовяну · Мария Тринкс · Марьоара Стоян · Мариана Лимпеде · Корнелия Влэдуц · Екатерина Орос · Олимпия Богдан · Анджела Пэунеску (р) | 3:18,90 |

## Командный зачёт
Советский Союз завоевал все пять золотых медалей. Другими странами, которые участвовали в финале, но не завоевали медалей, были Великобритания, Западная Германия, Нидерланды и Польша. Валентина Терешкова, первая женщина, побывавшая в космосе в июне 1963 года, пожертвовала хрустальный кубок советской команде за победу во всех соревнованиях.
| Место | Страна       | Золото | Серебро | Бронза | Всего |
| ----- | ------------ | ------ | ------- | ------ | ----- |
| 1     | СССР         | 5      | 0       | 0      | 5     |
| 2     | Германия     | 0      | 3       | 0      | 3     |
| 3     | Румыния      | 0      | 1       | 1      | 2     |
| 4     | Франция      | 0      | 1       | 0      | 1     |
| 5     | Венгрия      | 0      | 0       | 3      | 3     |
| 6     | Чехословакия | 0      | 0       | 1      | 1     |
| Всего | Всего        | 5      | 5       | 5      | 15    |

 Страна — хозяйка соревнований